# Chloris spinoides
El verderón del Himalaya (Chloris spinoides. Vigors, 1831) es una especie de ave paseriforme de la familia Fringillidae endémica del Himalaya y sus estribaciones.

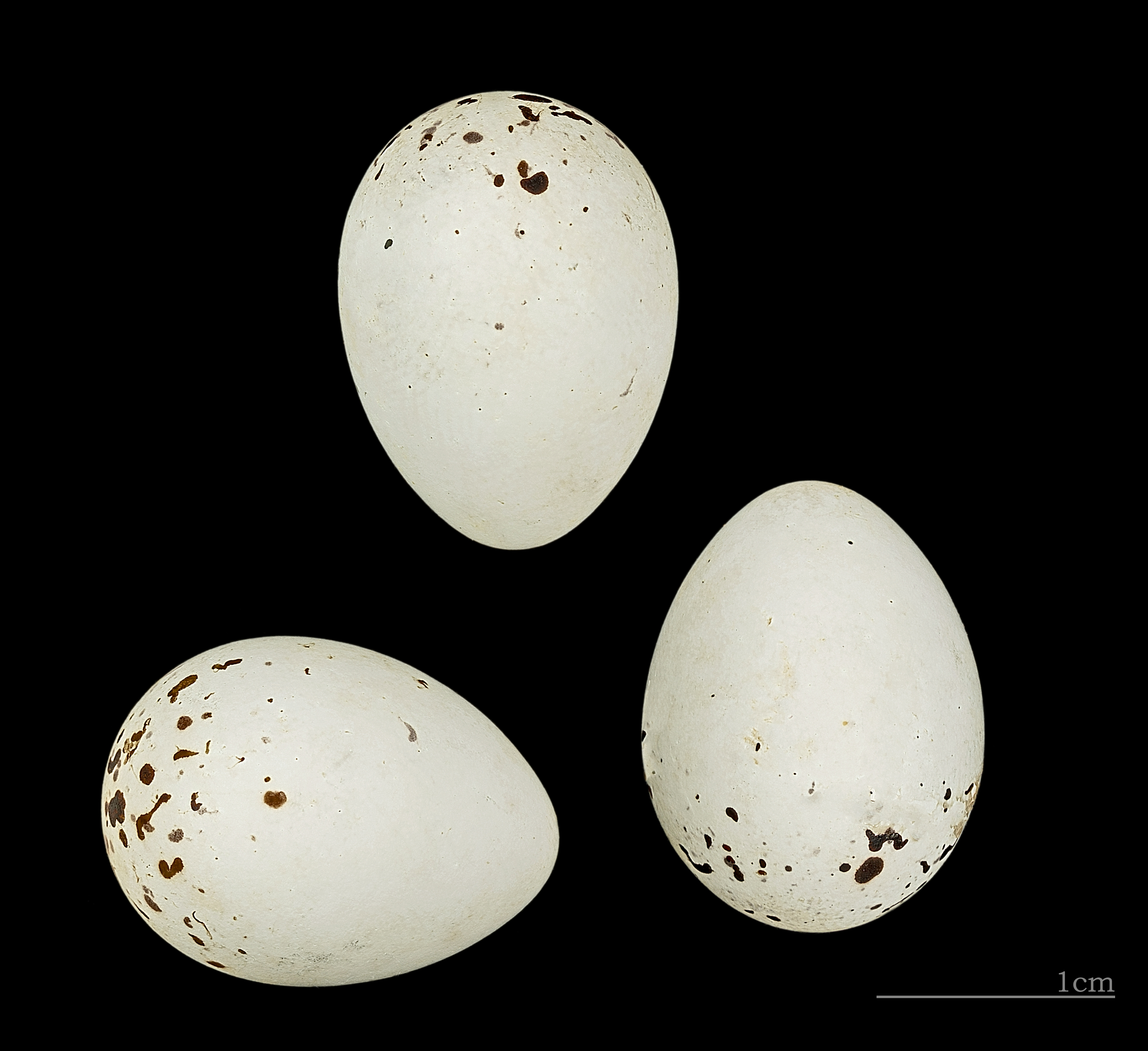
Huevos de verderón del Himalaya

## Distribución y hábitat
Puede ser encontrada en Afganistán, Bután, China, India, Birmania, Nepal y Pakistán.
Sus hábitats naturales son los bosques y matorrales templados de montaña.

### Subespecies:
- Chloris spinoides spinoides : desde Pakistán hasta el sureste del Tíbet, suroeste de China, norte de la India, Nepal, Sikkim y Bután.
- Chloris spinoides heinrichi : noreste de la India (sureste de Assam y Manipur) hasta suroeste de Myanmar (Monte Victoria).[4]